# Cornelio Desimoni
Cornelio Desimoni (Gavi, 16 settembre 1813 – Gavi, 29 giugno 1899) è stato uno storico e numismatico italiano.

## Biografia

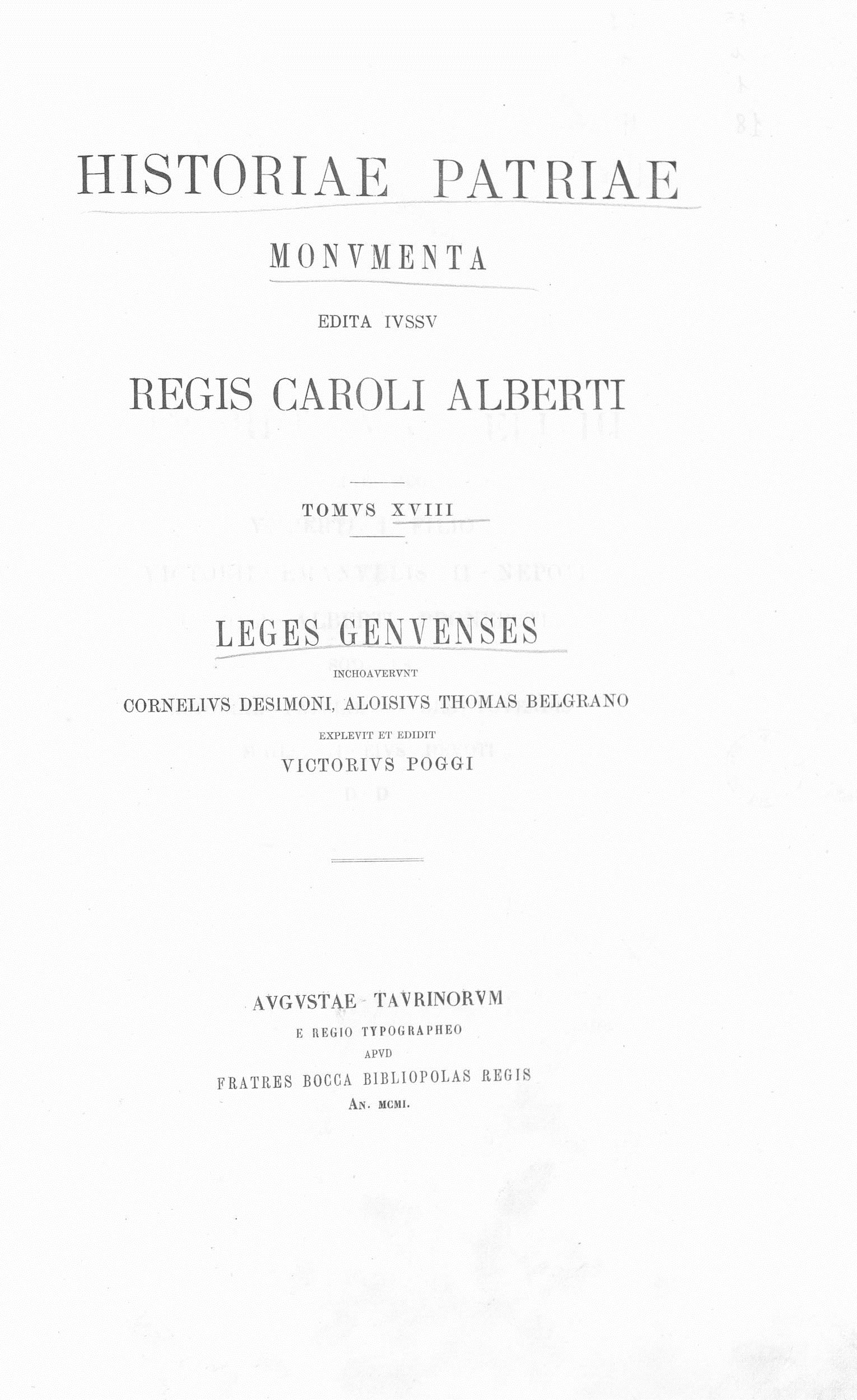
Leges genuenses, 1901

Figlio di Angelo, farmacista, e di Dominica Merlo, studiò giurisprudenza a Genova fino al conseguimento della laurea.
Nel 1844 sposò Celestina Fegino e nel 1849 diventò assessore di Pubblica Sicurezza. Con questa carica prestò servizio nel sestiere di Portoria. Accettò nel 1860 il trasferimento all'archivio del Banco di San Giorgio dove poté svolgere un'attività di studioso, secondo le sue aspirazioni. Era stato infatti tra i fondatori della Società ligure di storia patria, associazione considerata radicale e anti-piemontese, dedicata però a studi volti a esaltare le memorie della patria di cui fu esimio difensore.
Desimoni pubblicò, con la Società, lo studio di un breve consolare duecentesco genovese e di convenzioni tra Genova e Bisanzio del XII secolo. In seguito passò allo studio delle iscrizioni latine presenti in Liguria, tra cui la tavola di Polcevera.
Nel 1860 divenne consigliere della Società di cui era, assieme a Luigi Tommaso Belgrano, era uno dei cardini. Lo stesso anno entrò a far parte della Regia Deputazione sopra gli studi di Storia Patria di Torino.
Nello stesso 1860 iniziò la ricerca sulle marche dell'Alta Italia, che l'avrebbe continuato per tutta la vita. Nel 1861 iniziò lo studio degli antichi portolani.
Contemporaneamente era impegnato a riorganizzare l'archivio del Banco di San Giorgio.
I riconoscimenti delle sue ricerche furono vari. Nel 1876 vicepresidente della Società ligure di storia patria e nel 1878 era stato della Regia deputazione di storia patria di Torino. Nel 1881 aggregato alla facoltà di lettere e filosofia dell'università di Genova. Collaborò anche con riviste e società scientifiche in Italia e Francia nonché con l'Accademia dei Lincei. Nel 1885 divenne corrispondente dell'Accademia delle scienze di Torino.
Espresse anche una forte passione per la numismatica alla quale dedicò la stesura di diciassette saggi sull'argomento pubblicati tra il 1874 ed il 1895 e collaborando alla scrittura del Tavole descrittive delle monete della zecca di Genova dal 1139 al 1814, un lavoro a più mani uscito a Genova nel 1890. I suoi studi numismatici abbracciarono anche  altre alle emissioni di Genova, quelle delle colonie e dei principati liguri in Oriente.
Nel 1896, pubblicò ad Alessandria gli Annali storici della città di Gavi, dedicati alla città natale.
Fu anche interessato alla musica genovese, su cui scrisse nel 1885 il Saggio storico sulla musica in Liguria e nel 1872 Sulla storia della musica genovese.
Morì a Gavi, città a cui lasciò in eredità parte dei propri libri, con cui si iniziò la costituzione della Biblioteca civica.